# Georgi Yordanov
Georgi Yordanov (Plovdiv, 21 de julho de 1963) é um ex-futebolista profissional búlgaro, que atuava como meia.

## Carreira
Georgi Yordanov fez parte do elenco da Seleção Búlgara de Futebol da Copa do Mundo de 1986 